# 우자잉
우자잉(吴佳颖, 영어: WU Chia Ying, 1992년 10월 25일 ~ )은 중화민국의 사격 선수이다. 중고교 시절 태권도 선수로 활약했으며, 고등학교 재학 중 사격선수로 전향했다. 2014년 인천 아시안 게임 10m 공기권총 부문 결선에서 최종 6위를 기록했다.